# Висунська республіка

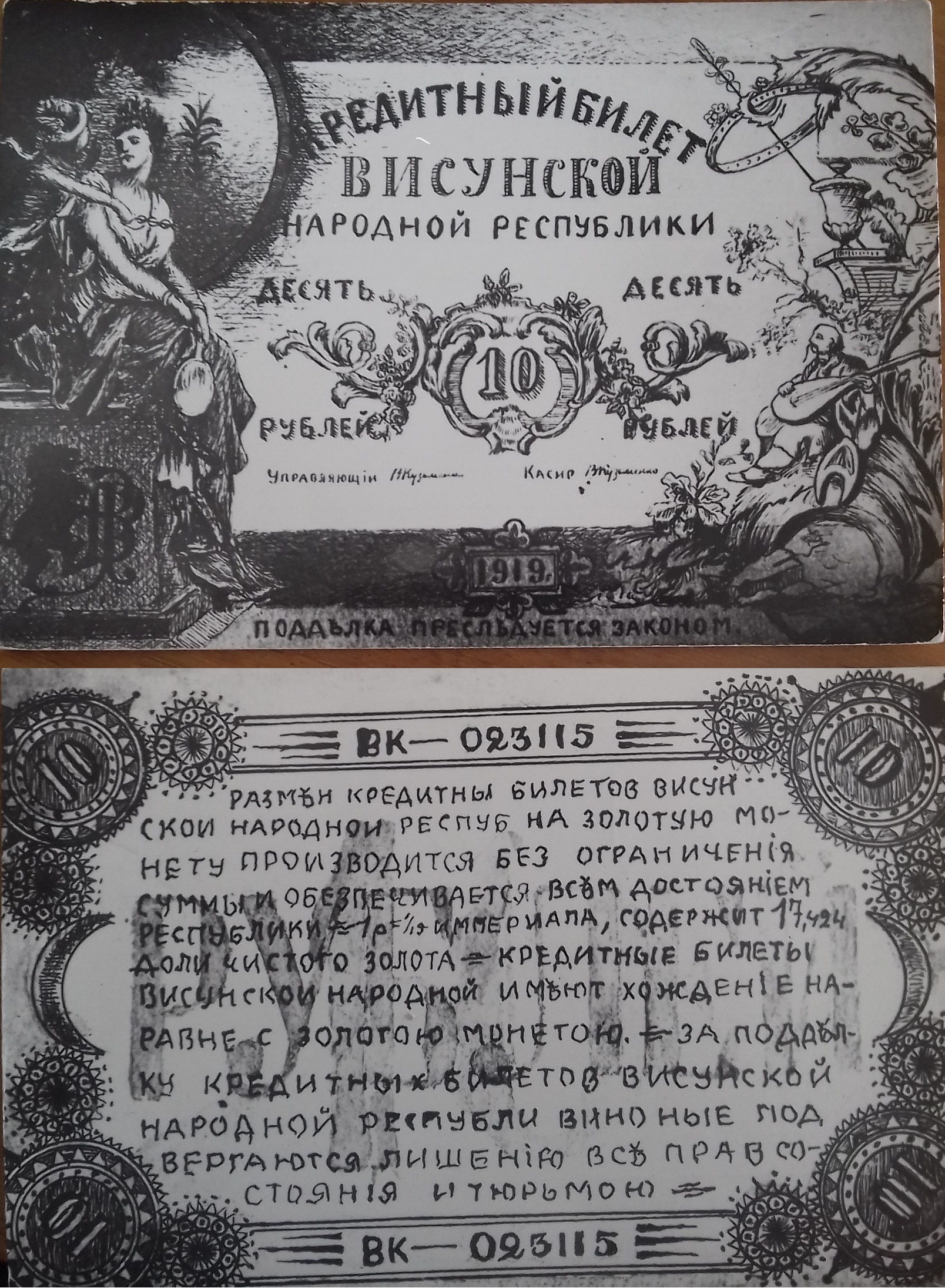
Нереалізований проект грошей Висунської Республіки.

Вису́нська респу́бліка — селянська повстанська республіка з центром у селі Висунську на території сучасної Миколаївщини періоду Української революції 1917—1921 рр.
У середині вересня 1919-го року розпочалося висунське повстання проти денікінського режиму. Близько 500 партизанів вели успішні бої з білогвардійцями, а наприкінці вересня навіть підійшли до Херсона й обстріляли місто з гармат. Керував повстанням Миколаївський підпільний комітет.
7 жовтня (25 вересня за старим стилем) повстанцями була проголошена Висунська республіка й встановлена Радянська влада. Уряд республіки очолив есер-боротьбист Ф. С. Юхименко. Заступниками були боротьбист П. Тишевський та більшовик М. Ф. Луняка. Керівником ради оборони був призначений більшовик М. С. Шевченко, а начальником кінноти — колишній прапорщик З. Н. Мурлян. Висунська республіка включала в себе більше 15-ти населених пунктів і займала територію приблизно 1750 км². Військові сили республіки налічували понад 3,5 тис. бійців, з яких тисяча — кіннотники. Серед військових перемог висунчан були захоплення залізничної станції Явкине, хутора Кобзаря, села Снігурівки, Чорнобаївських хуторів та розгром інтендантської команди білогвардійців.
Після тривалих боїв денікінці були змушені перекинути з фронту кілька полків проти Висунської республіки. Їм вдалося придушити повстання. 21-го листопада 1919-го року білогвардійці захопили Висунськ і вчинили жорстоку розправу над місцевим населенням. Основні сили повстанців відступили і, об'єднавшись з загонами Баштанської республіки, вони продовжували боротьбу проти денікінців до захоплення Херсонщини в січні 1920-го частинами Червоної Армії.
І хоч сама республіка протрималась не довго, але це була величезна моральна перемога над денікінською армією.